# Sarah Hiriniová
Sarah Hiriniová, rozená Gossová (* 9. prosince 1992 Feilding), je novozélandská ragbistka. Hraje v útoku, obvykle na pozici levého pilíře. 
V roce 2014 se stala kapitánkou novozélandské ženské reprezentace v ragby 7. Vyhrála s ní letní olympijské hry v letech 2020 a 2024 a na olympiádě v roce 2016 získala stříbrnou medaili. Byla vlajkonoškou Nového Zélandu na LOH 2020 v Tokiu.
Na mistrovství světa žen v ragby byla členkou vítězného týmu v letech 2017 a 2021. S novozélandským týmem vyhrála mistrovství světa v sedmičkovém ragby v letech 2013 a 2018. Je také držitelkou zlaté medaile z Her Commonwealthu v roce 2018. S týmem Hurricanes Poua hraje nejvyšší novozélandskou ženskou soutěž. 
Pochází z maorského kmene Ngāti Kahungunu obývajícího východní část Severního ostrova. Její rodiče a bratr Simon se stali šampiony v soutěžním stříhání ovčí vlny, sestra Rachael je také ragbistkou. V roce 2019 se provdala za Conora Hiriniho. Je absolventkou Massey University. Asociace národních olympijských výborů ji vyhlásila nejlepší sportovkyní Oceánie roku 2017 a pětkrát byla nominována na cenu pro nejlepší světovou hráčku sedmičkového ragby. V červnu 2019 jí byl udělen Novozélandský řád za zásluhy.